# Itzan
Itzan est un site archéologique maya situé dans le département du Petén, au nord du Guatemala.